# Ranavalona III
Ranavalona III (ur. 22 listopada 1861, zm. 23 maja 1917) – ostatnia królowa Madagaskaru, panująca w latach 1883–1897 (koronowana 22 listopada 1883 roku). Zmuszona przez francuskie siły kolonialne do zrzeczenia się tronu i emigracji. Zmarła na wygnaniu w Algierze.